# 陳濂 (正統進士)
陳濂（1420年—1474年），字德清，浙江寧波府鄞縣人，民籍。明朝政治人物。進士出身。

## 生平
浙江鄉試第二名。正統十年（1445年）乙丑科會試第七十三名，殿試登進士第二甲第十名。正統十年進士，授南京刑部主事，累遷廣東按察副使。歷陞都御史，總督漕運，成化十年去世。

## 家族
曾祖陳珵。祖父陳義淵。父亲陳宗鑰。